# Sveti Rok
Sveti Rok är en ort i Kroatien.   Den ligger i länet Lika, i den södra delen av landet, 160 km söder om huvudstaden Zagreb. Sveti Rok ligger 569 meter över havet och antalet invånare är 292.
Terrängen runt Sveti Rok är varierad. Runt Sveti Rok är det glesbefolkat, med 13 invånare per kvadratkilometer. Närmaste större samhälle är Gračac, 17,4 km öster om Sveti Rok. Omgivningarna runt Sveti Rok är en mosaik av jordbruksmark och naturlig växtlighet.